# إدي جونستون
إدي جونستون هو لاعب هوكي الجليد كندي، ولد في 24 نوفمبر 1935 في مونتريال في كندا.

## وصلات خارجية
- إدي جونستون على موقع دوري الهوكي الوطني (الإنجليزية)
- إدي جونستون على موقع قاعة مشاهير الهوكي (لاعب أن.إتش.أل) (الإنجليزية)
- إدي جونستون على موقع EliteProspects.com (الإنجليزية)
- إدي جونستون على موقع HockeyDB.com (الإنجليزية)
- إدي جونستون على موقع Hockey-Reference.com (الإنجليزية)
- إدي جونستون على موقع قاعة كندا للمشاهير الرياضية (الإنجليزية)